# Mebon occidentale
Il Mebon occidentale (in lingua khmer:ប្រាសាទមេបុណ្យខាងលិច) è un tempio situato ad Angkor, in Cambogia. Si trova su un isolotto artificiale al centro del baray occidentale e si ritiene sia stato costruito durante il regno di Suryavarman I o del suo successore Udayadityavarman II.

## Descrizione del sito

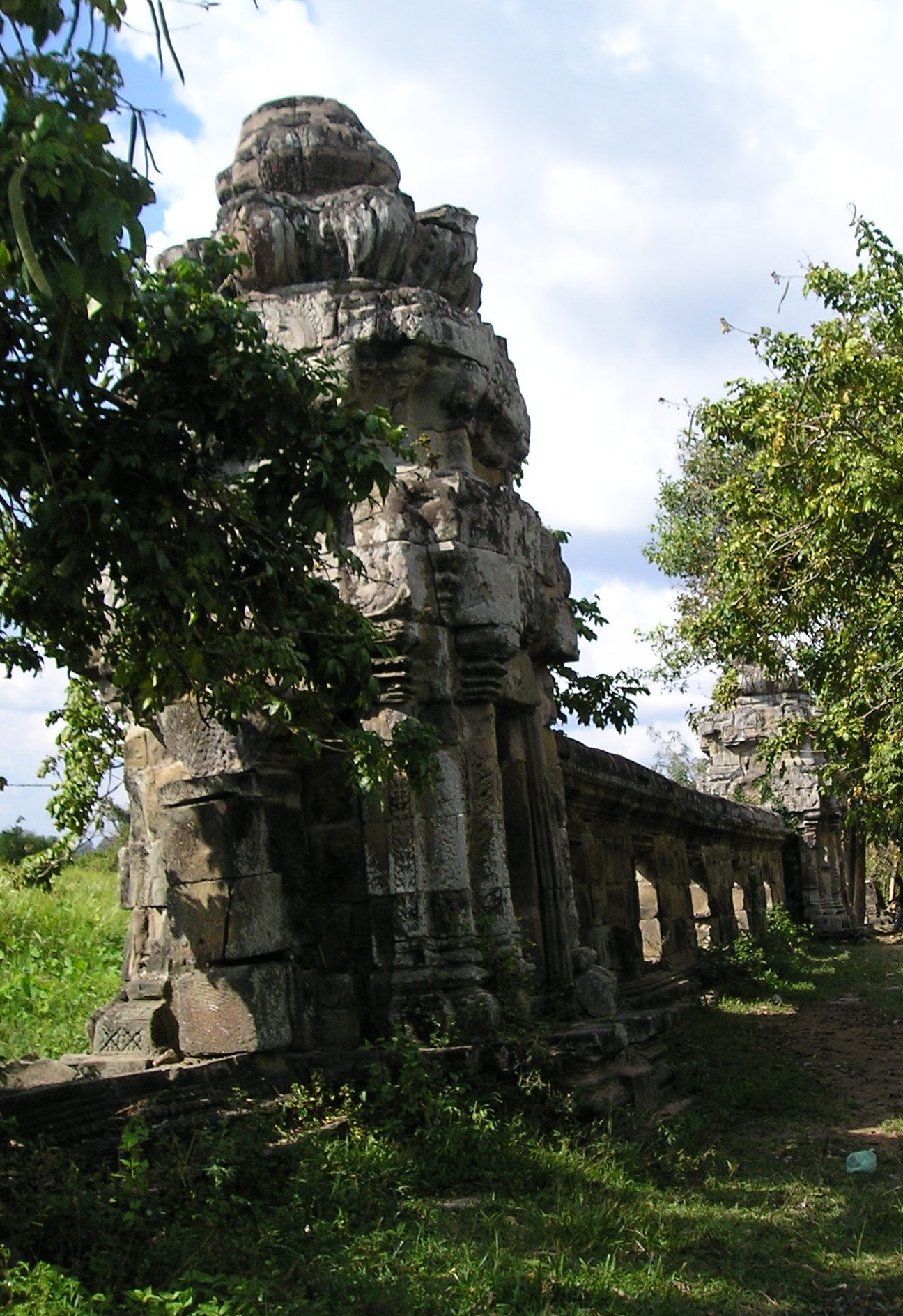
Recinzioni e torri del lato est.

In origine il tempio comprendeva una piscina quadrata di circa 100 metri di lato attorniata da una recinzione con tre ingressi per lato, di cui sopravvivono in buone condizioni solo quelli orientali. Al centro svettava una piattaforma in arenaria di circa 9 m di lato, collegata all'ingresso centrale del lato est da una strada rialzata in laterite e arenaria. Gli ornamenti delle torri di ingresso, sormontate da un loto a otto petali, sono bassorilievi di animali entro piccole cornici quadrati caratteristici anche del Baphuon. In alcuni periodi dell'anno il tempio può essere raggiunto anche a piedi, in quanto il baray è quasi secco.
Il tempio venne ricostruito parzialmente per anastilosi nel 1941-42 dal soprintendente di Angkor Maurice Glaize. Glaize nel 1936 vi ritrovò anche i frammenti di una grande statua di Visnù seguendo le indicazioni di un contadino, che disse di averne sognato il ritrovamento. Si ritiene possa trattarsi di quello che Zhou Daguan descrisse come un grande Buddha di bronzo nelle sue cronache, che in origine doveva essere lungo 6 metri. Parte della statua oggi chiamata "il Viśnu adagiato", che comprende viso e porzione superiore del corpo, è esposta al Museo nazionale di Cambogia.